# Parlamentspalatset, Zagreb
Parlamentspalatset (kroatiska: Saborska palača) är ett palats och en historisk byggnad i Zagreb i Kroatien. Den kulturminnesskyddade byggnaden är säte för det kroatiska parlamentet och är belägen vid den östra sidan av Sankt Markus torg i stadens historiska stadskärna Gradec, även kallad Övre staden.   
Byggnadens uppförande påbörjades år 1731 men palatsets nuvarande utseende med stildrag från nyklassicismen, nyrenässansen och secessionen härrör från den omfattade ombyggnationen år 1911.

## Historik
Redan under 1300-talet hölls parlamentsmöten i det medeltida kroatiska kungariket. Parlamentmötena hölls på olika orter. Under 1500-talet befästes Zagrebs roll som kroaternas huvudstad och parlamentsmötena kom i allt större utsträckning, om än inte uteslutande, att hållas i staden. Fram till början av 1700-talet saknades det en permanent och adekvat byggnad i Zagreb för dessa sammanträden. Mötena hölls istället i framstående personers privata hem, i kronans egendomar i Gradec eller i Ärkebiskopens palats. Av denna anledning förvärvades för parlamentets räkning en byggnad år 1731. Denna byggnad stod på samma plats som dagens parlamentsbyggnad. Samma år som byggnaden hade förvärvats förstördes den i en brand. Den lokale muraren Matija Leonhart fick i uppdrag att projektera en ny byggnad, Parlamentspalatset. Den nya parlamentsbyggnaden som uppfördes var inte bara den största utan även den första byggnaden i Övre staden och bar stildrag från barocken. I det då ännu inte färdigställda palatset sammanträde parlamentet den 6 maj 1737 för första gången.   
År 1765 kom Parlamentspalatset även att hysa administrationen för Zagrebs län. Eftersom länets administration hade sina egna kontor, domstolar och arkiv uppstod platsbrist varpå kommande parlamentsmöten hölls i Varaždin eller Ärkebiskopens palats i Zagreb. År 1807 fattade greven och banen Ignác Gyulay beslutet att Parlamentspalatset skulle säljas till länet och en ny byggnad på den västra sidan av Sankt Markus torg förvärvas för parlamentets behov. Det visade sig dock att den nya byggnaden, sedermera kallat Banpalatset, inte skulle räcka till för dessa ändamål. Istället fick den tjäna som banens residens.   
I början av 1900-talet insåg kungariket Kroatien och Slavoniens regering att det gamla Parlamentspalatset inte skulle kunna hysa både parlamentet och länets administration. År 1907 förvärvades därför flera äldre envåningshus vid palatsets omedelbara närhet och arkitekterna Lav Kalda och Karlo Susan gavs i uppdrag att projektera en enhällig byggnad, bestående av det gamla palatset och de nyförvärvade byggnaderna som skulle kunna rymma parlamentet och dess administration. År 1911 genomfördes ombyggnationen och det nygamla Parlamentspalatset övergick då från länet till parlamentets ägo. 